# Batalla de San Pedro
La Batalla de San Pedro fue una batalla armada, librada el 22 de diciembre de 1864durante la Segunda Intervención Francesa en México, siendo una de las más honrosas para los mexicanos. Las fuerzas armadas de Antonio Rosales se enfrentaron a las tropas francesas en San Pedro cerca de Navolato en Sinaloa.

## Batalla
Las tropas de Gazielle y Bel-Kassam, desembarcaron, en el barco de guerra a vapor Lucifer, en Altata, a setenta kilómetros de Culiacán. Las fuerzas de Antonio Rosales se enfrentaron a los franceses en San Pedro, el 22 de diciembre de 1864. Las fuerzas mexicanas colocaron trampas de nopales, que hicieron que la caballería francesa retrocediera. Con 400 hombres y cuatro viejas piezas de artillería, las fuerzas de Rosales derrotaron a las de Gazielle, que contaba con más de ochocientos hombres, la mayoría de los cuerpos de zuavos argelinos y la Legión Extranjera y contaba con dos piezas de artillería con alma rayada. 
Quedaron capturados 98 franceses y sudaneses y el doble de imperialistas mexicanos que los acompañaban. Se les confiscaron armas, banderas y guiones, pero, a pesar de la orden de Juárez de aplicar la Ley  de Octubre, imperialista, a los franceses y mexicanos que luchaban junto a estos en represalia porque esta ley ordenaba en fusilamiento sin juicio, de todo mexicano que luchara contra el imperio y los franceses, le perdonó la vida a Gazielle y a todos los prisioneros, a los cuales hizo desfilar como ejército vencido, por las calles de Culiacán.
El diario republicano La Cuestión Extranjera, dirigido por José María Iglesias habló de San Pedro como la verdadera batalla honrosa que fue:

..."…los franceses se movieron en efecto en la mañana del 22 sobre San Pedro, población distante cinco leguas de Culiacán. El coronel Rosales formó en batalla, colocando en su centro cuatro piezas de artillería de montaña, dirigidas por el teniente C. Evaristo González, y un trozo de infantería. En la izquierda situó el batallón mixto, mandado por su comandante el C. Jorge García Granados, y dos piezas ligeras. A la derecha desplegó el batallón Hidalgo, á las órdenes del coronel Correa. La caballería quedó de reserva. La fuerza enemiga colocó á su izquierda traidores, á su derecha franceses con dos obuses de montaña, y en su centro argelinos y mexicanos. Más de media hora duró el fuego de fusil y de cañón. Los franceses intentaron enseguida apoderarse de las dos piezas de nuestra izquierda, lo que evitó el valiente Granados, haciéndolos retroceder, no sin quedar gravemente herido. Continuó la acción: el coronel Rosales ordenó que toda la brigada cargara á la bayoneta. 
Este ataque general se ejecutó con brío, y en él murió gloriosamente el capitán C. Fernando Ramirez. La bizarría de nuestros soldados hizo perder terreno al enemigo, el cual no dejaba sin embargo de presentarse en actitud imponente. Su resistencia fue tenaz por más de media legua y durante tres horas, hasta que las cargas dadas por el escuadrón de lanceros de Jalisco, mandados por el C. Francisco Tolentino, acabaron de decidir del éxito de la batalla. Los franceses y sus auxiliares tuvieron un número considerable de muertos y heridos, contándose entre los primeros al jefe de los tiradores argelinos y otros tres oficiales. Cayeron prisioneros noventa y ocho franceses, incluso el capitán del “Lucifer”, Grazielle, comandante de la expedición, y seis oficiales mas, y casi doble número de mexicanos. Los expedicionarios perdieron además dos piezas rayadas de artillería, una banderola, multitud de medallas, todo su parque y demás útiles de guerra.  Nuestra pérdida consistió en treinta y tantos muertos, y gran número de heridos…
La Cuestión Extranjera, N° de enero de 1865